# Чемпионат Европы по стендовой стрельбе 2018
Чемпионат Европы по стендовой стрельбе 2018 года прошёл с 30 июля по 13 августа в Леоберсдорфе (Австрия).

## Медали

### Взрослые
| Место | Страна         | Золото | Серебро | Бронза | Всего |
| ----- | -------------- | ------ | ------- | ------ | ----- |
| 1     | Италия         | 5      | 3       | 4      | 12    |
| 2     | Словакия       | 3      | 2       | 2      | 7     |
| 3     | Франция        | 2      | 1       | 0      | 3     |
| 4     | Словения       | 2      | 0       | 0      | 2     |
| 5     | Чехия          | 1      | 0       | 1      | 2     |
| 6     | Дания          | 1      | 0       | 0      | 1     |
| 7     | Россия         | 0      | 2       | 2      | 4     |
| 8     | Великобритания | 0      | 2       | 0      | 2     |
| 9     | Германия       | 0      | 1       | 2      | 3     |
| 10    | Россия         | 0      | 1       | 1      | 2     |
| 11    | Хорватия       | 0      | 1       | 0      | 1     |
| 11    | Норвегия       | 0      | 1       | 0      | 1     |
| 13    | Австрия        | 0      | 0       | 1      | 1     |
| 13    | Швеция         | 0      | 0       | 1      | 1     |
| Всего | Всего          | 14     | 14      | 14     | 42    |

### Юниоры
| Место | Страна         | Золото | Серебро | Бронза | Всего |
| ----- | -------------- | ------ | ------- | ------ | ----- |
| 1     | Италия         | 8      | 2       | 1      | 11    |
| 2     | Чехия          | 1      | 4       | 2      | 7     |
| 3     | Россия         | 1      | 2       | 2      | 5     |
| 4     | Турция         | 1      | 0       | 0      | 1     |
| 5     | Дания          | 0      | 1       | 1      | 2     |
| 5     | Франция        | 0      | 1       | 1      | 2     |
| 5     | Великобритания | 0      | 1       | 1      | 2     |
| 8     | Германия       | 0      | 0       | 2      | 2     |
| 9     | Финляндия      | 0      | 0       | 1      | 1     |
| Всего | Всего          | 11     | 11      | 11     | 33    |

## Медалисты

### Мужчины
| Дисциплина           | Золото                                                                 | Золото              | Серебро                                                            | Серебро               | Бронза                                                                | Бронза            |
| -------------------- | ---------------------------------------------------------------------- | ------------------- | ------------------------------------------------------------------ | --------------------- | --------------------------------------------------------------------- | ----------------- |
| Трап                 | Боштьян Мачек (SLO)                                                    | Боштьян Мачек (SLO) | Антон Гласнович (CRO)                                              | Антон Гласнович (CRO) | Иржи Липтак (CZE)                                                     | Иржи Липтак (CZE) |
| Трап (команды)       | Словения · Боштьян Мачек · Денис Ватовец · Матьяз Лепен                | 360 QER             | Турция · Тольга Тунджер · Явуз Ильнам · Огузхан Тюзюн              | 360 QER               | Италия · Мауро де Филиппис · Эммануэле Букколиери · Джованни Пелльело | 360 QER           |
| Дубль-трап           | Антонино Баррилья (ITA)                                                | 146                 | Артём Некрасов (RUS)                                               | 141                   | Губерт Олейник (SVK)                                                  | 139               |
| Дубль-трап (команды) | Италия · Антонино Баррилья · Игнацио Мария Тронка · Алессандро Кьянезе | 415                 | Россия · Артём Некрасов · Василий Мосин · Александр Фурасьев       | 393                   | Австрия · Михаэль Ауэр · Армин Ройда · Кристиан Каймельмайр           | 299               |
| Скит                 | Йеспер Хансен (DNK)                                                    | 55                  | Эрик Ватндал (NOR)                                                 | 52                    | Александр Землин (RUS)                                                | 42                |
| Скит (команды)       | Чехия · Томаш Нидрле · Милос Славицек · Якуб Томечек                   | 56                  | Италия · Риккардо Филиппелли · Габриэле Россетти · Джанкарло Тацца | 54                    | Россия · Антон Астахов · Ярослав Старцев · Александр Землин           | 55+12             |

### Женщины
| Дисциплина     | Золото                                                              | Золото            | Серебро                                                           | Серебро           | Бронза                                                | Бронза                   |
| -------------- | ------------------------------------------------------------------- | ----------------- | ----------------------------------------------------------------- | ----------------- | ----------------------------------------------------- | ------------------------ |
| Трап           | Мелани Кузи (FRA)                                                   | Мелани Кузи (FRA) | Кирсти Барр (GBR)                                                 | Кирсти Барр (GBR) | Зузана Штефечекова (SVK)                              | Зузана Штефечекова (SVK) |
| Трап (команды) | Италия · Федерика Капорушо · Мария Лучия Памитесса · Джессика Росси | 355 QER           | Великобритания · Кристи Барр · Эбби Линг · Элли Сюард             | 344               | Германия · Соня Шайбль · Катрин Куоосс · Сара Биндрих | 342                      |
| Дубль-трап     | Клаудиа де Лука (ITA)                                               | 131 WR ER         | Зузана Штефечекова (SVK)                                          | 119               | София Мальо (ITA)                                     | 114+2                    |
| Скит           | Данка Бартекова (SVK)                                               | 54                | Люси Анастассиу (FRA)                                             | 52                | Виктория Ларссон (SWE)                                | 43                       |
| Скит (команды) | Словакия · Данка Бартекова · Люся Копцанова · Вероника Сыкорова     | 47                | Германия · Ванесса Хауф · Надина Мессершмидт · Катрин Вайсльхубер | 45                | Италия · Диана Бакози · Кьяра Кайнеро · Катюша Спада  | 57 ER                    |

### Смешанные команды
| Дисциплина | Золото                                         | Серебро                                       | Бронза                                        |
| ---------- | ---------------------------------------------- | --------------------------------------------- | --------------------------------------------- |
| Трап       | Италия 2 · Джессика Росси · Джованни Пелльело  | Словакия 2 · Зузана Штефечекова · Эрик Варга  | Турция · Сафие Саритюрк · Огузхан Тюзюн       |
| Дубль-трап | Словакия · Зузана Штефечекова · Губерт Олейник | Италия 2 · Клаудиа де Лука · Антонино Барилья | Италия 1 · София Мальо · Игнацио Мария Тронка |
| Скит       | Франция · Люси Анастассиу · Антони Терра       | Италия 1 · Диана Бакози · Габриэле Россетти   | Германия 1 · Надине Мессершмидт · Свен Корте  |

### Юниоры
| Дисциплина     | Золото                                                     | Золото                | Серебро                                              | Серебро            | Бронза                                                             | Бронза              |
| -------------- | ---------------------------------------------------------- | --------------------- | ---------------------------------------------------- | ------------------ | ------------------------------------------------------------------ | ------------------- |
| Трап           | Мурат Ильбильги (TUR)                                      | Мурат Ильбильги (TUR) | Клемент Бург (FRA)                                   | Клемент Бург (FRA) | Фабио Беккари (CZE)                                                | Фабио Беккари (CZE) |
| Трап (команды) | Италия · Маттео Маронджу · Тео Петрони · Лоренцо Феррари   | 353 QERJ              | Чехия · Фабио Беккари · Ян Палацки · Бедржих Халупка | 351                | Финляндия · Тиму Антеро Руутана · Юхо Йоханнес Мякеля · Вили Копра | 347                 |
| Дубль-трап     | Якопо Дупре де Фореста (ITA)                               | 133                   | Эральдо Аполлони (ITA)                               | 132                | Николо Лисети (ITA)                                                | 126                 |
| Скит           | Алессандро Калонач (ITA)                                   | 52                    | Александр Карлсен (DNK)                              | 50                 | Эмиль Чельгорд Петерсен (DNK)                                      | 42                  |
| Скит (команды) | Италия · Алессандро Калонач · Маттео Кити · Элио Сдруччоли | 52 EJR                | Чехия · Рихард Клика · Даниэль Корцак · Ярослав Ланг | 50                 | Россия · Андрей Даниленков · Матвей Давидович · Александр Иванов   | 47                  |

### Юниорки
| Дисциплина     | Золото                                                     | Золото            | Серебро                                                                            | Серебро              | Бронза                                                           | Бронза                       |
| -------------- | ---------------------------------------------------------- | ----------------- | ---------------------------------------------------------------------------------- | -------------------- | ---------------------------------------------------------------- | ---------------------------- |
| Трап           | Эрика Сесса (ITA)                                          | Эрика Сесса (ITA) | Дарья Семянова (RUS)                                                               | Дарья Семянова (RUS) | Ребекка Эйми Фергюссон (GBR)                                     | Ребекка Эйми Фергюссон (GBR) |
| Трап (команды) | Италия · София Литтаме · Эрика Сесса · Джулия Грассия      | 337 QERJ          | Великобритания · Ребекка Эйми Фергюссон · Люси Шарлотт Холл · Огуста Кампос-Мартин | 333                  | Чехия · Катерина Янецкова · Зина Гридлицкова · Антони Войкувкова | 323                          |
| Скит           | Джада Лонги (ITA)                                          | 49                | Анна Синделарова (CZE)                                                             | 48                   | Эва-Тамара Райхерт (GER)                                         | 40                           |
| Скит (команды) | Чехия · Павла Мрнова · Анна Синделарова · Зузана Заоралова | 42 EJR            | Россия · Зилия Батыршина · Елена Бухонова · Анна Жаднова                           | 40                   | Германия · Мария Каликс · Эва-Тамара Райхерт · Валентина Умхёфер | 37+6                         |

### Юниорские смешанные команды
| Дисциплина   | Золото                                  | Серебро                                   | Бронза                                     |
| ------------ | --------------------------------------- | ----------------------------------------- | ------------------------------------------ |
| Трап (микст) | Россия · Дарья Семянова · Дмитрий Исаев | Италия 1 · София Литтаме · Маттео Мароджу | Франция · Лоэми Реказен · Клемент Бург     |
| Скит (микст) | Италия · Глада Лонги · Элия Сдруччоли   | Чехия 1 · Анна Синделарова · Ярослав Ланг | Россия 2 · Анна Жаднова · Александр Иванов |